# Го юй
«Го юй» («Речи царств»; кит. трад. 國語, упр. 国语, пиньинь Gúo yǔ, палл. Го юй) — памятник ораторского искусства Древнего Китая, включающий около 300 речей правителей и сановников китайских царств и княжеств в основном на политические темы, связанные с событиями X—V веков до н. э. и основанные на конфуцианской идеологии. На русский язык переводят как «Речи царств», реже «Повествования о царствах», «Высказывания о царствах».
Памятник состоит из 21 главы. Наибольшее место в нём по объему занимают речи, посвященные княжеству Цзинь (главы 7-15 — 9 глав в середине текста, обрамленные двумя группами по 6 глав, относящихся к другим владениям). Царству Чжоу посвящены главы 1-3, княжеству Лу — главы 4 и 5, Ци — глава 6, Чжэн — глава 16, царству Чу — главы 17 и 18, У — глава 19, Юэ — главы 20 и 21. Специальные главы, посвященные другим, в том числе весьма сильным владениям (Цинь, Сун, Вэй) отсутствуют. Внутри раздела о каждом владении речи расположены почти точно в хронологическом порядке событий. В русском переводе В. С. Таскина введена отсутствующая в оригинальных изданиях рубрикация текста на 247 эпизодов; обычно каждый эпизод включает одну речь, но иногда и несколько связанных.
Считается, что, как и в традициях античной историографии, все без исключения речи вымышлены автором текста, хотя все ораторы — реально существовавшие лица. Нередко в их уста вложены концепции, появившиеся много позже их смерти.
Первое событие, которому посвящена речь в памятнике (эпизод 1) — поход Му-вана на цюаньжунов (X в. до н. э., по одной из датировок — 953 год до н. э.), последнее событие — гибель рода Чжи в 453 году до н. э. (эпизоды 205—208). Однако при изложении упоминается посмертный титул Чжао Сян-цзы, данный в 425 году до н. э. Китайский учёный Вэй Цзюй-сянь в книге 1931 года обосновал, что главы памятника создавались в разное время от 431 до 310 года до н. э.
В китайской традиции (уже у Сыма Цяня и Бань Гу) засвидетельствовано, что автором «Го юй», как и «Цзо чжуань», считался современник Конфуция Цзо Цю-мин. Если предположить, что текст в целом создан вскоре после 453 года, то временных противоречий здесь нет. Однако современными учёными эта гипотеза обычно безоговорочно отвергается. Общепризнано, что «Го юй» и «Цзо чжуань» созданы разными неизвестными авторами, Л. С. Васильев считает несомненным, что «Речи царств» написаны на рубеже IV—III вв. до н. э. или несколько позже.
Часть книг, ныне включённых в «Го юй», были найдены в гробнице Сян-вана царства Вэй в III в. н. э. (см. en:Jizhong discovery), что свидетельствует об их независимом обращении.
Стиль повествования «Го юй» напоминает «Чжаньго цэ».
Содержит сведения о применении рабского труда в важнейшей отрасли производительного труда Древнего Китая — земледелии.

## Издания
- Го юй (Речи царств). / Пер., вступление (стр. 3-22) и прим. В. С. Таскина. Отв. ред. М. В. Крюков. М., Наука (ГРВЛ). 1987. 472 стр. 5000 экз.